# Maria Beccadelli di Bologna
Maria Anna Zoe Rosalia Beccadelli di Bologna e Acton dei Principi di Camporeale, Marchesa d'Altavilla (Napoli, 6 febbraio 1848 – Roma, 20 gennaio 1929) è stata una nobile italiana, moglie del cancelliere tedesco Bernhard von Bülow.

## Biografia

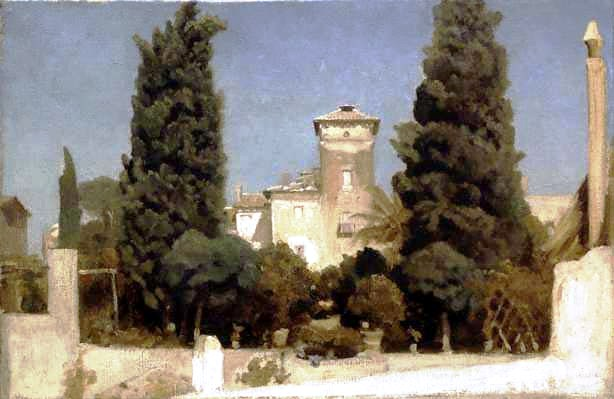
Villa Malta, residenza dei Bülow a Roma (olio su tela di Frederic Leighton, 1860, National Gallery di Londra)

Maria Anna Beccadelli fu erede di due dinastie da cui uscirono numerosi politici e diplomatici, del Regno delle Due Sicilie prima e successivamente del Regno d'Italia. Nacque infatti a Napoli da Domenico Beccadelli di Bologna e da Laura Acton. Il padre apparteneva alla famiglia aristocratica siciliana dei Beccadelli di Bologna, essendo figlio primogenito del IX Principe di Camporeale, ma morì in giovane età nel 1863.
La madre, figlia del brigadiere generale nella Marina delle Due Sicilie e consigliere di Stato Carlo Acton (1783-1863), era sorella di Guglielmo e di Ferdinando Acton, che furono entrambi Ministri della Regia Marina negli anni settanta e ottanta del XIX secolo; rimasta vedova nel 1863, Laura Acton si risposò l'anno successivo col presidente del Consiglio dei Ministri italiano Marco Minghetti dando vita a uno dei più importanti salotti politici dell'epoca. Un fratello di Maria Anna, Pietro Paolo, ultimo principe di Camporeale, sarà sindaco di Palermo e senatore del Regno d'Italia.
Maria Beccadelli sposò il 15 maggio 1867, a Lugano, il diplomatico prussiano Karl August von Dönhoff (1833-1906). A Vienna, dove risiedette al seguito del marito, Maria Beccadelli ospitò un salotto frequentato soprattutto da musicofili, analogo a quello di Marie von Schleinitz. Il matrimonio col conte Dönhoff terminò con un divorzio in Prussia nel 1882 e con l'annullamento da parte della Sacra Rota nel 1884. Dal matrimonio col conte Dönhoff nacque l'unica figlia di Maria, Eugenie (1868-1946), che sposerà il diplomatico Nikolaus von Wallwitz (1852-1941).
Dopo il matrimonio con Bernhard von Bülow (1886) Maria Beccadelli seguì il marito a Pietroburgo (fino al 1888) e poi a Bucarest (1888-94). Infine nel 1894 i coniugi si recarono a Roma, dove von Bülow fu ambasciatore di Germania. Il matrimonio con la principessa italiana rese favorevole a von Bülow l'ambiente italiano e contribuì a rendere molto forti, quanto meno fino al 1915, i rapporti fra la Germania e l'Italia.
Se ne ebbe una prova con la missione svolta da Bülow in qualità di ambasciatore straordinario tra il dicembre 1914 e il maggio 1915 per sostenere la neutralità italiana: l'ottima conoscenza del mondo politico italiano permise a Bülow di sfiorare l'obiettivo, non raggiunto per il colpo di mano di Vittorio Emanuele III. Peraltro lo stato italiano mantenne rapporti amichevoli con i principi von Bülow restituendo loro nel 1922 le loro proprietà incamerate dal demanio come riparazione di guerra in quanto cittadini dell'impero germanico secondo il R.D. 10 aprile 1921 n. 470.